# Ostřice černohnědá
Ostřice černohnědá (Carex atrofusca) je druh jednoděložné rostliny z čeledi šáchorovité (Cyperaceae).

## Popis
Jedná se o rostlinu dosahující výšky nejčastěji 10–30 cm. Je vytrvalá, řídce trsnatá, oddenek je tenký a krátký. Listy jsou střídavé, přisedlé, s listovými pochvami. Lodyha je trojhranná, asi 2× delší než listy. Čepele jsou nejčastěji 2–4 mm široké. Bazální pochvy jsou žlutohnědé, nerozpadavé. Ostřice černohnědá patří mezi různoklasé ostřice, nahoře je klásek převážně samčí, dolní klásky jsou pak čistě samičí. Samčí klásek je jeden, ovšem na vrcholu může někdy obsahovat i samičí květy, samičích klásků je nejčastěji 2–4, 8–19 mm dlouhé, skloněné až převislé, dolní je na 15–40 mm dlouhé stopce. Dolní listen má čepel 5–22 mm dlouhou, klásek většinou nepřesahuje, dole má 5–28 mm dlouhou pochvu. Okvětí chybí. V samčích květech jsou zpravidla 3 tyčinky. Blizny jsou většinou 3. Plodem je mošnička, která je 3–4,8 mm dlouhá, vejčitá, zploštělá, purpurově černá, jen v dolní části světlejší, hlavně na okrajích palilnatá, na vrcholu je krátký nevýrazně dvouklaný zobánek. Každá mošnička je podepřená plevou, která je za zralosti purpurově černá se světlejším kýlem a na okraji nezřetelným blanitým lemem, alespoň na středním žebru je papilnatá. Počet chromozómů: 2n = 38 nebo 40.

## Rozšíření ve světě
Ostřice černohnědá je severský a vysokohorský druh. Vyskytuje se ve velehorách střední Evropy (Alpy, Karpaty), v horách Skotska, Skandinávie, na Urale, v Grónsku, horách střední Asie, dále na Sibiři a Dálném Východě. V Severní Americe roste na Aljašce a v Kanadě. V horách Střední Asie rostou také příbuzné Carex stilbophaea a Carex oxyleuca ve Skalnatých horách v Americe pak Carex podocarpa. V České republice neroste, nejblíže ji najdeme ve Belianských Tatrách a Alpách.